# Бена, Стеван
Стеван Бена (серб. Стеван Бена; 23 августа 1935, Панчево — 5 мая 2012, Белград) — югославский футболист и футбольный тренер, играл на позиции центрального полузащитника.

## Биография

### Игровая карьера
Начинал карьеру в клубе «Динамо» из Панчево. В апреле 1957 года присоединился к «Воеводине», за которую играл в течение шести сезонов.
В 1964 году переехал в Германию, где присоединился к клубу «Мюнхен 1860», за который играл один сезон. В составе «львов» Бена выиграл Кубок Германии в 1964 году, а в 1965 году играл в финале Кубка обладателей кубков УЕФА, где проиграли английскому «Вест Хэму» со счётом 2:0. Затем в течение двух сезонов играл за «Ганновер 96», став в 1966 году капитаном клуба.
За сборную Югославии сыграл 7 матчей и не отметился забитыми мячами.

### Тренерская карьера
Работал главным тренером клуба «Земун» с 1985 по 1987 год.

### Смерть
Скончался 6 мая 2012 года в Белграде в возрасте 76 лет.

## Достижения
«Мюнхен 1860»
- Обладатель Кубка Германии (1) : 1963/64
- Финалист Кубка кубков УЕФА: 1965